# Adelina García Casillas
Adelina García Casillas (Hoyocasero, 1920 - Madrid, 5 de agosto de 1939), modista de profesión, fue una de Las Trece Rosas, mujeres españolas fusiladas el 5 de agosto de 1939 en las tapias exteriores del cementerio de la Almudena tras acabar la guerra civil, junto a 46 hombres, acusados todos de pertenecer a las Juventudes Socialistas Unificadas (JSU) o al Partido Comunista de España (PCE).

## Trayectoria
Fue detenida por una denuncia presentada el 4 de mayo en el acuartelamiento de la Segunda Compañía eventual de Madrid, en la que el delator aseguraba que las Juventudes Comunistas se estaban reorganizando en el barrio con el objetivo de preparar atentados y actos de sabotaje el día del desfile de la Victoria, y que contaban además con chicas dedicadas al espionaje, que se habían infiltrado en la Falange.
Fueron a buscarla a su casa pero no estaba, ya que, al acabar la guerra, sus padres la habían enviado con sus dos hermanos pequeños a casa de unos familiares al pueblo del que eran originarios. Su padre era un guardia civil que había permanecido leal a la República durante toda la guerra en Madrid, por lo que era sospechoso para las nuevas autoridades. Ante la posibilidad de que fuera declarada en rebeldía, su madre le escribió para pedirle que volviera. Volvió, ya que, aunque había estado afiliada a la Unión de Muchachas de la JSU y en alguna ocasión había repartido propaganda, su actividad política había sido mínima. Además, desde que había terminado la guerra no había tenido contacto con ningún compañero.
Entró en la cárcel de mujeres de Ventas el 18 de mayo de 1939. Aunque era menor de edad, no fue instalada en la sala de menores como sí lo fueron Ana López Gallego, Martina Barroso y Victoria Muñoz García.  Trabajó como cartera en la cárcel de Ventas después de ser encarcelada.
En el expediente núm. 30. 426, una testigo, sin aludir directamente a Adelina, menciona que en el domicilio de Blanca Brissac (otra de las Trece Rosas), se planeaba un intento de complot contra el general Franco el día del desfile en el primer Año de la Victoria; sin embargo, esta circunstancia, considerada hoy en día como incierta, fue descartada, no siendo acusada de ello. El asesinato de Adelina, junto al de las otras Rosas y los Cuarenta y tres Claveles, es considerado como una represalia por el atentado que realizaron otros tres militantes de las JSU contra el Comandante de la Guardia Civil y miembro del Servicio de Información y Policía Militar franquista, Isaac Gabaldón, su hija y el conductor José Luis Díez Madrigal. Sin embargo, Adelina nunca fue acusada de ello, al no haber tenido ninguna de las rosas relación con dicho hecho, ya que estaban encarceladas al momento de suceder.
Fue condenada a muerte por ser probado que "como miembro de las JSU ha intervenido en los trabajos de organización y actividades de las JSU".